# Тайшир
Тайшир (монг. Тайшир) — сомон аймака Говь-Алтай в юго-западной части Монголии, площадь которого составляет 3 913 км². Численность населения по данным 2009 года составила 1 536 человек.
Центр сомона — посёлок Цагаан Олом, расположенный в 43 километрах от административного центра аймака — города Алтай и в 1000 километрах от столицы страны — Улан-Батора.

## География
Сомон расположен в юго-западной части Монголии на границе с аймаком Завхан. На территории Тайшира располагаются горы Хантайшир, Хасагт, Жаргалан, протекает река Завхан.
Из полезных ископаемых в сомоне встречаются залежи мрамора, биотита, угля, соли.

## Климат
Климат резко континентальный. Средняя температура января -20 градусов, июля +17 градусов. Ежегодная норма осадков 150-220 мм.

## Фауна
Животный мир Тайшира представлен волками, лисами, зайцами, косулями, тарбаганами.

## Инфраструктура
В сомоне есть школа, больницы, туристические базы.